# 日和佐町立赤河内中学校
日和佐町立赤河内中学校（ひわさちょうりつ あかがわちちゅうがっこう）は、徳島県海部郡美波町（閉校当時は、日和佐町）にあった公立中学校。
学校林、耕作田、炭窯を持つ学校だった。
町村合併などの理由で1959年3月31日をもって閉校し、同年4月1日に日和佐町立日和佐中学校（現美波町立日和佐中学校に統合された。跡地には、徳島県立阿南支援学校ひわさ分校が建設され活用されている。

## 基礎データ
全校生徒数
- 約？人（1959年当時）

全卒業生数　
- ？人

最寄駅
- 四国旅客鉄道牟岐線北河内駅（閉校当時は、日本国有鉄道牟岐線北河内駅）

最寄バス停
- 徳島バス南部北河内バス停（閉校当時は、徳島バス北河内バス停）

## 沿革
- 1947年（昭和22年） - 赤河内全域を学区とし、赤河内村北河内字本村360に赤河内村赤河内中学校を創立する。
- 1955年（昭和30年） - 学校植林コンクール全国2位受賞。国から産業教育研究校に指定される。[1]
- 1956年（昭和31年）9月30日 - 町村合併のため赤河内村から日和佐町に改名し徳島県海部郡日和佐町立赤河内中学校となる。
- 1959年（昭和34年）3月31日 - 閉校され、日和佐町立日和佐中学校（現美波町立日和佐中学校）に統合。

## 部活動
- 軟式庭球部（現ソフトテニス部）[1]

## 関連学校
- 日和佐町立大戸小学校
- 美波町立日和佐小学校（閉校当時は、日和佐町立日和佐小学校）
- 美波町立日和佐中学校（閉校当時は、日和佐町立日和佐中学校）